# Tội ác chiến tranh của Đồng Minh trong Chiến tranh thế giới thứ hai
Trong Chiến tranh thế giới thứ hai, quân Đồng Minh đã phạm phải tội ác chiến tranh đã được kiểm chứng và vi phạm luật pháp chiến tranh chống lại dân thường hoặc quân nhân của các cường quốc phe Trục.
Vào cuối Chiến tranh thế giới thứ II, có nhiều tố cáo về tội phạm chiến tranh phe Trục đã diễn ra, nổi tiếng nhất là cuộc xét xử tại Nuremberg. Tuy nhiên, ở châu Âu, các tòa án này được thành lập thuộc thẩm quyền của Hiến chương London, trong đó chỉ xem xét những cáo buộc về tội ác chiến tranh bởi những người đã hành động vì lợi ích của các nước phe Trục tại châu Âu.
Có một số tội ác chiến tranh liên quan đến các binh lính của Đồng minh được điều tra bởi các lực lượng Đồng Minh và tòa án binh được dẫn đầu trong một số trường hợp. Một số sự kiện tội ác khác bị cáo buộc bởi các sử gia đã theo luật pháp chiến tranh trong hoạt động vào thời điểm đó, nhưng cho một loạt các lý do không được điều tra bởi các lực lượng Đồng Minh trong chiến tranh, hoặc họ được điều tra và ra quyết định đã không bị truy tố.

## Chính sách
Đồng minh và các quốc gia phương Tây cho rằng quân đội của họ đã được chỉ đạo thực hiện Công ước Geneva và tin tưởng được tiến hành một cuộc chiến tranh chỉ chiến đấu vì lý do phòng thủ. Vi phạm các công ước đã xảy ra, tuy nhiên, bao gồm cả những cáo buộc chưa được thử nghiệm về các vụ ném bom thường dân Đức và trở lại cáo buộc các công dân Liên Xô đã từng được cộng tác với phe Trục chống lại Liên Xô vào cuối của chiến tranh. Đó là tuyên bố rằng các nước Đồng minh không tham gia trong khủng bố hàng loạt hoặc phạm tội ác diệt chủng, mặc dù các vụ ném bom xuống thường dân ở Dresden và thị trấn, thành phố khác của Đức, và việc sử dụng bom nguyên tử xuống Hiroshima và Nagasaki. Quân đội Liên Xô cũng thường xuyên phạm tội ác chiến tranh, mà ngày nay được biết là có được sự chỉ đạo của chính phủ nước đó. Những tội phạm này bao gồm cuộc chiến tranh tiến hành cuộc xâm lược, giết hàng loạt các tù nhân chiến tranh và đàn áp người dân của các nước bị xâm chiếm.

## Châu Âu

### Không kích vào dân thường
Trong cuộc chiến tranh thế giới thứ hai, các lực lượng Đồng Minh trên không thực hiện không kích vào dân thường ở châu Âu và trên toàn Nhật Bản.Những hành động này đã được truy mô tả như là tội ác bởi một số nhà sử học, và được xem như hành động chống lại lãnh đạo của các nước phe Trục trong chiến tranh riêng của họ, mặc dù họ cũng có các hành động tương tự riêng của họ. Ngày 06 Tháng Sáu 1944, tại một hội nghị của các nhà lãnh đạo hàng đầu của Đức tại Klessheim, Bộ trưởng Bộ Ngoại giao Joachim von Ribbentrop Đức đã cố gắng để đưa ra một lập luận để xác định không kích vào thường dân là hành vi khủng bố.Tuy nhiên, hành động của ông đã bị từ chối.

### Canada
Trong thời gian chiến đấu tại Leonforte vào tháng 7 năm 1943, theo Mitcham và von Stauffenberg vào cuốn sách The Battle of Sicily,Trung đoàn Loyal Edmonton giết tù nhân Đức bị bắt.
C.P. Stacey, chiến dịch sử gia chính thức Canada, báo cáo rằng vào ngày 14 Tháng Tư 1945 những tin đồn đã được lan truyền rằng các sĩ quan chỉ huy nổi tiếng của Highlanders Argyll và Sutherland của Canada đã bị giết bởi một tay bắn tỉa.Tin đồn ở Highlanders đã gây ra hành động châm lửa đốt tài sản của thường dân trong thị trấn Friesoythe như là một hành động trả thù. Stacey sau đó đã viết rằng các binh sĩ Canada đầu tiên giết thường dân Đức sau đó lấy tài sản của họ trước khi đốt cháy những ngôi nhà, ông nhận xét rằng ông "vui mừng để nói rằng ông không bao giờ nghe nói về một trường hợp như vậy". Kẻ ám sát đó sau đó được tìm thấy. Rằng các binh sĩ Đức đã thực sự giết chết 1 chỉ huy của Argyll, Trung tá Frederick E. Wigle..

### Pháp

#### Maquis
Sau các chiến dịch Dragoon đổ bộ vào miền nam nước Pháp và sự sụp đổ của sự chiếm đóng của quân đội Đức vào tháng 8 năm 1944, một số lượng lớn người Đức không thể thoát khỏi Pháp và đầu hàng các lực lượng Nội vụ Pháp. Chỉ huy cuộc kháng chiến xử tử một vài trong số các tù nhân Wehrmacht, Gestapo và SS</ref>
Tại Maquis người ta đã hành quyết 17 tù nhân chiến tranh của Đức tại Saint-Julien-de-Crempse (trong khu vực Dordogne), ngày 10 tháng 9, năm 1944, 14 người đã được xác định. Các vụ giết người là giết người trên là trả thù cho vụ người Đức giết 17 người dân địa phương của làng St Julien ngày 3 năm 1944, đó là những vụ giết người trả thù trong hoạt động kháng chiến ở khu vực St Julien, mà hoạt động ở Maquis là một phần.

#### Lưc lượng Moroccan Goumiers
Quân đội Maroc của Pháp trong quân đoàn viễn chinh Pháp, còn gọi là Goumiers,thục hiện tội ác hàng loạt ở Ý trong và sau trận Monte Cassino  và tại Đức. Theo nguồn châu Âu, hơn 12.000 dân thường, trên tất cả các phụ nữ trẻ và già, trẻ em, đã bị bắt cóc, hãm hiếp, hoặc bị giết bởi Goumiers. Điều này xuất hiện trong bộ phim ý La Ciociara (Two Women) với Sophia Loren

### Nam Tư
| Xung đột vũ trang                      | Xung đột vũ trang                                                                           | Thủ phạm               | Thủ phạm |
| -------------------------------------- | ------------------------------------------------------------------------------------------- | ---------------------- | --- |
| Chiến tranh nhân dân giải phóng Nam Tư | Chiến tranh nhân dân giải phóng Nam Tư                                                      | Du kích Nam Tư         | Du kích Nam Tư |
| Sự việc                                | Loại tội ác                                                                                 | Người chịu trách nhiệm | Ghi chú |
| Thảm sát Bleiburg                      | Tội phạm chiến tranh, tội ác chống lại loài người (giết tù nhân chiến tranh và thường dân). | Không truy tố.         | Các nạn nhân đều là binh sĩ quân đội Nam Tư (dân tộc người Croatia, Serbia, và Slovenes).Họ đã bị hành quyết không qua xét xử cho một hành động trả thù cho sự diệt chủng của chế độ hợp tác thân phe Trục (đặc biệt Ustaše) được thành lập bởi người Đức trong thời gian chiếm đóng của Nam Tư. |
| thảm sát Foibe                         | Tội ác chiến tranh, tội ác chống lại loài người (giết tù nhân chiến tranh và thường dân).   | Không truy tố.         | Sau hiệp ước đình chiến năm 1943 của Ý với các lực lượng Đồng Minh, lực lượng kháng chiến Nam Tư bị cáo buộc hành quyết một số người Italia(không rõ số lượng) bị cáo buộc hợp tác với phe phát xít.                                                                                             |
| Thảm sát Vojvodina                     | Tội ác chiến tranh, tội ác chống lại loài người(giết tù nhân chiến tranh và thường nhân).   | Khong truy cứu.        | 1944-1945 giết hại các dân tộc Đức và Hungary tại Backa, và các tù nhân người Serbia trong chiến tranh. |
| Thảm sát Kočevski Rog                  | Tội ác chiến tranh,tội ác chống lại loài người(giết tù nhân chiến tranh và thường dân       | Không truy cứu.        | Thảm sát tù nhân chiến tranh và gia đình họ. |

### Liên Xô
Liên Xô đã không ký Công ước Geneva năm 1929 để bảo vệ, và tuyên bố các tù nhân chiến tranh phải được đối xử đàng hoàng. Điều này nghi ngờ cách đối xử của Liên Xô với tù nhân phe Trục là một tội ác chiến tranh.Do các tù nhân "đã không được đối xử phù hợp với các điều khoản trong Công ước Geneva", đã dẫn đến cái chết của hàng trăm ngàn người. Tuy nhiên, Tòa án Nuremberg đã bác bỏ điều này như là một lập luận tổng quát. Tòa án cho rằng các Công ước Hague (Công ước Geneva năm 1929 đã không thay thế nhưng chỉ tăng cường, và không giống như các công ước năm 1929 là những cái mà Đế quốc Nga đã phê chuẩn) và luật tục khác của chiến tranh, liên quan đến việc xử lý điều trị các tù nhân chiến tranh, ràng buộc trên tất cả các quốc gia trong cuộc xung đột.
Hành vi hiếp dâm hàng loạt và các tội ác chiến tranh khác đã được thực hiện bởi quân đội Xô Viết trong thời gian chiếm đóng Đông Phổ (Danzig) (Danzig), trong các phần của Pomerania và Silesia, trong trận Berlin, và trong suốt chiến dịch Budapest.

Cuối chiến tranh, Du kích Cộng sản Nam Tư phàn nàn về việc hãm hiếp và cướp bóc thực hiện của quân đội Liên Xô trong khi vượt qua đất nước của họ. Milovan Djilas sau này nhớ lại phản ứng của Joseph Stalin: 
"Ông không thể hiểu nếu một người lính đã vượt qua hàng ngàn cây số qua đường máu, lửa và cái chết có vui vẻ với một người phụ nữ hoặc có một số món đồ lặt vặt?

### Vương quốc Anh
Vi phạm về Công ước Hague, quân đội Anh đã tiến hành cướp bóc quy mô nhỏ ở Bayeux và Caen Pháp, sau khi họ giải giải phóng nơi này, trong chiến dịch Overlord.
Trong khi "không có thoả thuận, hiệp ước, quy ước hay các văn bản khác về bảo vệ của dân thường hoặc tài sản dân sự" từ cuộc không kích được thông qua trước khi chiến tranh và các lực lượng Đồng minh ký kết một cuộc không kích vào thành phố Dresden của Đức vào các căn cứ phòng thủ trong thành phố và tấn công mục tiêu quân sự nhà sử học Donald Bloxham tuyên bố rằng "các vụ đánh bom Dresden vào ngày 13-14 tháng 2 năm 1945 là một tội ác chiến tranh". Ông cũng lập luận rằng phải có cái nhìn mạnh mẽ để cố gắng thuyết phục Winston Churchill trong số những người khác và đó là lý thuyết trường hợp mà ông có thể đã được tìm thấy có tội."Điều này phải là một suy nghĩ nghiêm túc, tuy nhiên nó cũng đáng giật mình, bởi điều này có lẽ là ít hơn kết quả của sự hiểu biết rộng rãi của các sắc thái của luật pháp quốc tế và nhiều hơn nữa bởi vì trong tâm trí tội phạm chiến tranh nổi tiếng, như hiếp dâm con nít 'hoặc' khủng bố', đã phát triển thành một đạo đức hơn là một phân loại pháp lý. "
"London Cage", một tù nhân MI19 trong một cơ sở chiến tranh ở Anh trong và ngay sau chiến tranh, đã cáo buộc bị tra tấn.

### Hoa Kỳ

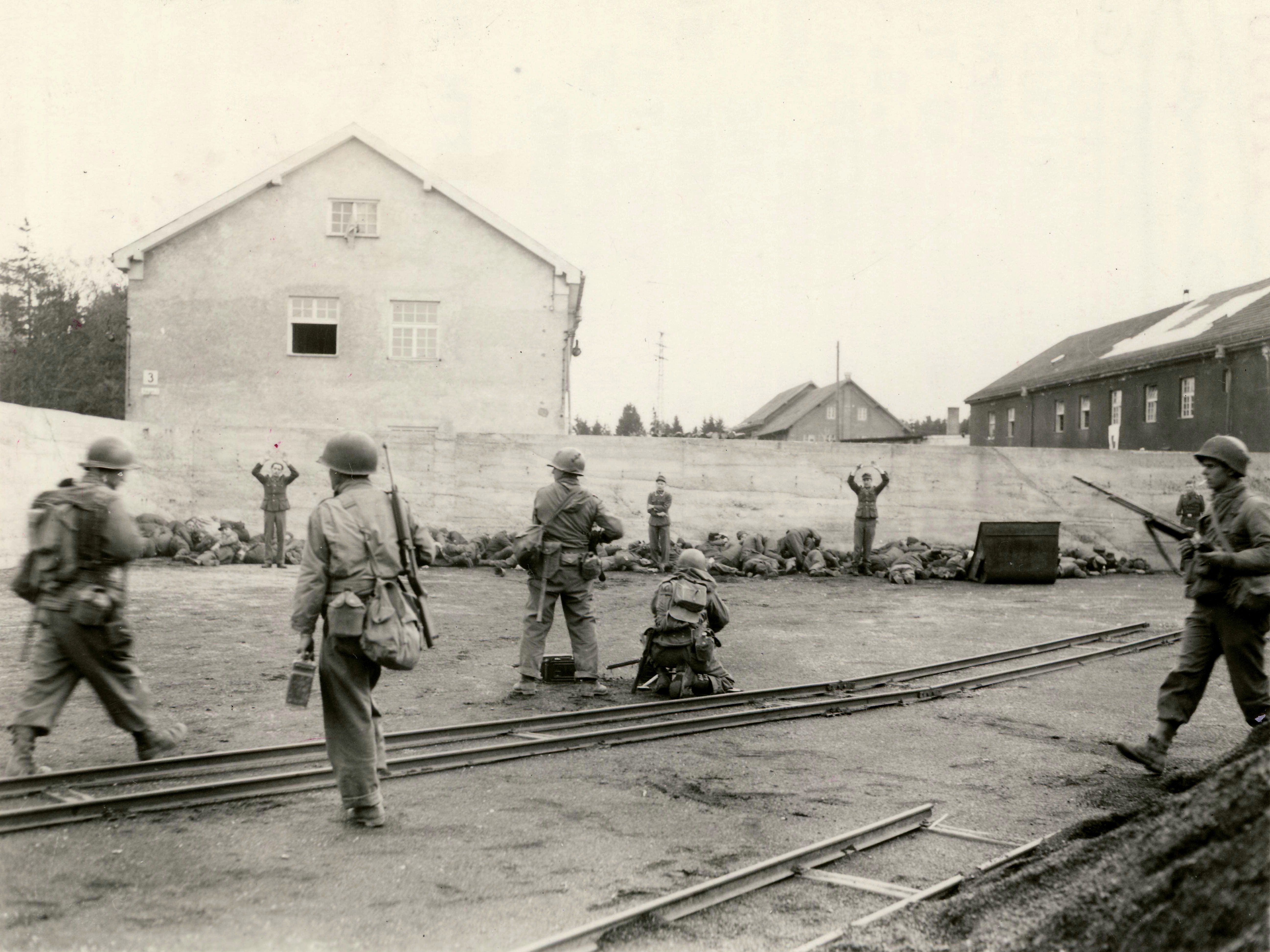
Quân SS xếp hàng bên một bức tường của trại tập trung Dachau vào ngày giải phóng

- Thảm sát Canicattì: giết thường dân Ý bởi Trung tá McCaffrey. Một cuộc điều tra bí mật được thực hiện, nhưng McCaffrey không bao giờ bị cho là có một hành vi phạm tội liên quan đến vụ việc. Ông qua đời vào năm 1954. Sự việc này hầu như vẫn chưa được biết cho đến khi Joseph S. Salemi thuộc Đại học New York, người đã chứng kiến nó, công bố nó.[31][32]
- Thảm sát Dachau: giết tù nhân chiến tranh người Đức và lính SS tại trại tập trung Dachau.[33]
- Thảm sát Biscari, bao gồm hai trường hợp của vụ giết người hàng loạt, quân đội của Sư đoàn bộ binh 45 đã giết chết khoảng 75 tù nhân chiến tranh, chủ yếu là người Ý.[34][35]
- Chiến dịch Teardrop:Tám trong số còn sống sót của thuyền viên bị bắt từ các tàu ngầm Đức U-546 đã bị đánh đã bị tra tấn bởi nhân viên quân sự Hoa Kỳ. Nhà sử học Philip K. Lundeberg đã viết rằng việc đánh đập và tra tấn những người sống sót của U-546 là một sự tàn bạo từ thúc đẩy bởi sự cần thiết phải thẩm vấn để nhanh chóng có được thông tin về những gì mà Mỹ tin rằng có các cuộc tấn công tên lửa lên đất Mỹ bằng tàu ngầm Đức.[36][37]

Trong vụ thảm sát Malmedy lệnh bằng văn bản của Trung đoàn bộ binh 328 Quân đội Mỹ, ngày 21 tháng 12 năm 1944, nêu rõ: Không có binh lính SS hoặc lính nhảy dù sẽ được bắt làm tù binh, nhưng tất cả sẽ bị bắn. Thiếu tướng Raymond Hufft (quân đội Mỹ) đã hướng dẫn quân đội của mình không được có bất cứ tù nhân khi họ vượt qua sông Rhine năm 1945. "Sau chiến tranh, khi ông bị phản ứng về các tội ác chiến tranh và ông thừa nhận, nếu người Đức đã giành chiến thắng, tôi sẽ được xét xử tại Nuremberg thay vì chúng."
Gần ngôi làng Pháp Audouville-la-Hubert, 30 tù nhân Wehrmacht của Đức bị thảm sát bởi lính nhảy dù Mỹ..
Frank Sheeran, người từng phục trong sư đoàn bộ binh 45, sau này kể lại, 
Khi một nhân viên sẽ cho bạn biết để có một vài tù nhân Đức trở lại đằng sau đường dây và bạn vội vàng trở lại, bạn đã làm những gì bạn phải làm.
Sử gia Peter Lieb đã phát hiện ra rằng các đơn vị Hoa Kỳ và Canada đã ra lệnh để không phải bắt tù nhân trong cuộc đổ bộ D-Day tại Normandy. Nếu quan điểm này là chính xác, nó có thể giải thích số phận của 64 tù nhân của Đức (trong số 130 bị bắt)tại Omaha Beach,D-Day.
Theo một bài báo Der Spiegel của Klaus Wiegrefe, hồi ký cá nhân của những người lính Đồng Minh đã được cố tình bỏ qua bởi các nhà sử học cho đến bây giờ bởi vì họ đã đi ngược với huyền thoại "Greatest Generation" xung quanh chiến tranh thế giới thứ II, điều này gần đây đã bắt đầu thay đổi với cuốn sách như Day of Battle của Rick Atkinson, nơi ông mô tả tội ác chiến tranh của Đồng minh ở Ý, và D-Day: Battle for Normandy, bởi Anthony Beevor..

## Châu Á và cuộc chiến Thái Bình Dương
Binh sĩ đồng minh ở Thái Bình Dương và châu Á đôi khi giết chết các binh sĩ Nhật Bản sau khi họ đã đầu hàng. Một sử gia xã hội của cuộc chiến tranh Thái Bình Dương, John W. Dower, tuyên bố rằng "những năm cuối của cuộc chiến chống lại Nhật Bản, một chu kỳ luẩn quẩn thực sự đã hình thành trong sự đầu hàng miễn cưỡng của binh lính Nhật với việc Đồng minh không quan tâm trong việc tù nhân." Dower cho thấy rằng hầu hết các binh lính Nhật Bản nói rằng họ sẽ bị "giết chết hoặc bị tra tấn" nếu họ rơi vào tay quân Đồng minh, và hậu quả là, hầu hết binh lính Nhật thất bại trên chiến trường thường chiến đấu tới chết hoặc tự sát. bên cạnh đó, thật đáng hổ thẹn cho một người lính Nhật Bản đầu hàng, do đó nhiều người tự tử hay chiến đấu tới cái chết bất kể họ đầu hàng có được đối xử như tù binh chiến tranh hay không.Trong thực tế, Bộ chỉ huy Nhật Bản không cho phép đầu hàng.
Và trong khi nó là "chính sách không chính thức" cho binh lính Đồng minh là không bắt tù binh, thay vào đó họ thường giết chết binh lính Nhật đã đầu hàng." Cũng có những báo cáo là các tù nhân Nhật Bản giấu vũ khí giết chết nhân viên y tế Đồng minh sau khi đầu hàng, các binh lính Đồng minh đã kết luận rằng bắt tù nhân là quá rủi ro
4 tháng 3 năm 1943, trong trận Biển Bismarck, Tướng George Kenney đã ra lệnh cho tàu tuần tra của Đồng minh và máy bay tấn công các tàu cứu hộ Nhật Bản, cũng như những người sống sót từ tàu đắm trên bè cứu sinh và bơi hoặc trôi nổi trên biển. Những mệnh lệnh này đã vi phạm Công ước Hague năm 1907, cấm giết những người sống sót sau vụ đắm tàu trong bất kỳ trường hợp nào.

### Trung Quốc
RJ Rummel rằng có rất ít thông tin về đối xử chung đối với các tù nhân Nhật Bản được thực hiện bởi các lực lượng Trung Quốc Quốc Dân Đảng trong cuộc Chiến tranh Trung-Nhật Bản lần thứ hai (1937-1945). Tuy nhiên, thường dân Trung Quốc, cũng như thường dân Nhật Bản, bị ngược đãi bởi binh lính Trung Quốc.Rummel tuyên bố rằng nông dân Trung Quốc "thường có không ít nỗi sợ hãi từ những người lính của mình hơn là họ đã từ Nhật Bản."." Ông cũng đã viết rằng, trong một số đợt tuyển lính nghĩa vụ Quốc Dân Đảng, 90% đã chết vì đói, bệnh tật hoặc bạo lực, thậm chí trước khi họ bắt đầu huấn luyện. Trong "Sự ra đời của Cộng sản Trung Quốc", C.P.Fitzgerald mô tả Trung Quốc dưới sự cai trị của Quốc Dân Đảng trong đó: "người dân Trung Quốc rên rỉ dưới một chế độ phát xít trong những lời than oán."
Ví dụ về các tội ác chiến tranh của các lực lượng Trung Quốc bao gồm:
- Vào năm 1937 gần Thượng Hải, vụ giết hại, tra tấn và tấn công tù binh Nhật Bản và các thường dân Trung Quốc bị cáo buộc hợp tác với Nhật, được ghi lại trong tấm ảnh được chụp bởi doanh nhân Thụy Sĩ Tom Simmen.[54] (Năm 1996, con trai của Simmen phát hiện hình ảnh, hiển thị những người lính Trung Hoa Quốc Dân Đảng đã hành quyết dân chúng và binh lính Nhật bằng cách chém đầu và xử bắn, cũng như tra tấn công khai)
- Cuộc nổi loạn Tungchow tháng 8 năm 1937, lính Trung Quốc tuyển mộ bởi chính Nhật Bản đã nổi loạn và chuyển vào bên trong Tongzhou, Bắc Kinh, trước khi tấn công thường dân Nhật Bản và giết chết 280 người.[50]
- Quân Quốc Dân đảng ở tỉnh Hồ Bắc, vào tháng 5 năm 1943, ra lệnh cho toàn bộ thị trấn chuyển đi và sau đó "cướp bóc" của cải còn lại, bất kỳ dân thường đã từ chối hoặc không chuyển đi, đều bị sát hại.[51]

### Australia
Theo Mark Johnston, "giết lính Nhật không có vũ khí là chuyện bình thường" và chỉ huy Úc đã cố gắng để gây áp lực với binh sĩ để thực sự bắt tù nhân, nhưng binh sĩ thường bắt tù nhân cách miễn cưỡng. Sau khi tù nhân đã thực sự bị bắt "thường thì khó để ngăn cản họ giết chết lính Nhật bị bắt trước khi họ có thể được thẩm vấn". theo Charles Lindbergh, binh lính Úc thường ném tù nhân ra khỏi máy bay, sau đó tuyên bố họ đã tự tử. Theo Johnston, như là một hậu quả của hành vi này, "Một số binh lính Nhật chắc chắn sẽ không đầu hàng người Úc". Thiếu tướng Paul Cullen chỉ ra rằng việc giết các tù nhân Nhật Bản trong Chiến dịch Track Kokoda không phải là hiếm.Trong một trường hợp ông nhớ lại trong trận chiến tại Gorari rằng "trung đội dẫn đầu đã bắt giữ năm hoặc bảy lính Nhật Bản và trung đội tiếp theo đến và đâm lưỡi lê các binh sĩ Nhật." Ông cũng nói rằng ông đã tìm thấy những vụ giết người có thể hiểu được nhưng nó đã để lại anh cảm thấy có tội.

### Hoa Kỳ
Lính Mỹ ở Thái Bình Dương thường cố tình giết chết lính Nhật đã đầu hàng. Theo Richard Aldrich, người đã xuất bản một nghiên cứu về các nhật ký binh sĩ Hoa Kỳ và binh sĩ Úc rằng đôi khi họ tàn sát tù nhân chiến tranh. Dower nói rằng trong nhiều trường hợp tù nhân Nhật Bản đã thiệt mạng tại chỗ hoặc dọc đường và trong tù. Theo Aldrich, nó đã được phổ biến cho quân đội Mỹ rằng không bắt tù nhân. Phân tích này được sử gia người Anh Niall Ferguson ủng hộ, người cũng nói rằng, vào năm 1943, một bí mật tình báo Mỹ báo cáo rằng chỉ cần có một cây kem và ba ngày nghỉ phép... sẽ khiến lính Mỹ không giết quân đầu hàng của Nhật Bản.
Ferguson trình bày rằng hành động như vậy đóng một vai trò quan trọng trong tỷ lệ chết của tù nhân Nhật Bản là 1:100 vào cuối năm 1944.Cùng năm đó, những nỗ lực đã được thực hiện bởi Ban chỉ huy Đồng Minh "để không có tù nhân", trong số các nhân viên của mình (như những ảnh hưởng đến thu thập thông tin tình báo) và khuyến khích các binh sĩ Nhật Bản đầu hàng. Ferguson cho biết thêm rằng các biện pháp của các chỉ huy quân Đồng minh nâng cao tỷ lệ tù nhân Nhật Bản đã chết, kết quả đó đã đạt đến 1:07, vào giữa 1945.Tuy nhiên, không bắt tù nhân vẫn còn thực hiện trong quân đội Mỹ tại trận Okinawa, từ tháng tư đến tháng sáu 1945.
Ulrich Straus, cho thấy rằng quân đội Đồng minh ghét quân đội Nhật Bản và "không dễ dàng thuyết phục" họ bảo vệ tù nhân, và họ tin rằng binh lính Đồng minh đầu hàng, đã "không có lòng thương xót" từ Nhật Bản. Các binh sĩ đồng minh còn tin rằng binh lính Nhật Bản đã giả vờ đầu hàng, để thực hiện các cuộc tấn công bất ngờ. Vì vậy, theo Straus, "các chỉ huy cao cấp phản đối việc bắt các tù nhân trên cơ sở rằng nó không cần thiết để quân đội Mỹ phải gặp rủi ro..." Khi tù nhân vẫn được thực hiện tại Gualdacanal, người chất vấn Đại úy Burden ghi nhận nhiều tù nhân đã bị bắn trong quá trình vận chuyển, bởi vì "quá phiền phức để đưa anh ta đi".
Ferguson cho rằng đó không phải chỉ có nỗi sợ hãi đối với kỷ luật hoặc việc mất danh dự ngăn cản binh sĩ Đức và Nhật Bản đầu hàng.Quan trọng hơn đối với hầu hết các binh sĩ là nhận thức được rằng nếu đầu hàng sẽ còn đối mặt với kẻ thù nào.
Nhà sử học người Mỹ James J. Weingartner cho rằng số lượng tù binh người Nhật đầu hàng so với tù binh Mỹ là rất thấp chủ yếu là do hai yếu tố quan trọng, một là người Mỹ cho rằng người Nhật là" động vật "hoặc" đồ hạ đẳng"và không xứng đáng với kiểu điều trị dành cho tù binh. Lý do thứ hai được hỗ trợ bởi Ferguson, người nói rằng "quân đội Đồng minh thường coi rằng người Nhật Bản trong cùng một cách mà người Đức coi Nga là Untermenschen.

#### Hủy hoại xác chết lính Nhật Bản tử trận

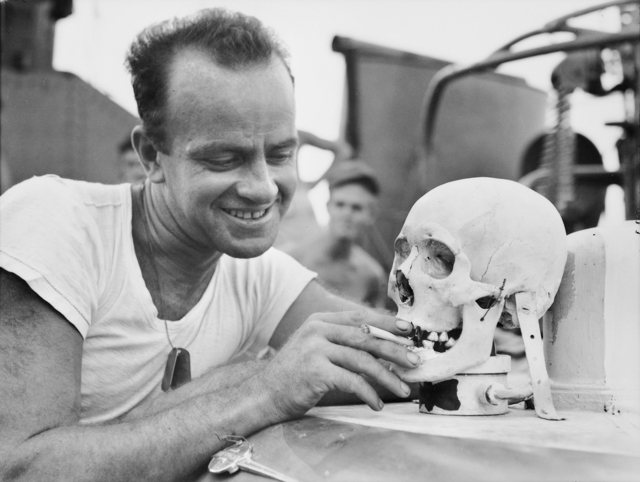
Thủy thủ Mỹ với một sọ lính Nhật trên tàu USS PT-341

Một số binh lính Đồng Minh đã thu thập các bộ phận cơ thể người Nhật. Tỷ lệ này của lính Mỹ xảy ra trên một quy mô đủ lớn để các cơ quan chức quân đội Đồng Minh quan tâm đến trong suốt cuộc chiến và đã được thông báo rộng rãi và bình luận trên báo chí Mỹ và Nhật Bản trong suốt thời kỳ chiến tranh. "
Các bộ sưu tập bộ phận cơ thể người Nhật đã bắt đầu khá sớm trong cuộc chiến tranh, vào tháng 9 năm 1942 đã có cuộc xử lý kỷ luật đối với những kẻ sưu tập như vậy. Harrison kết luận rằng, vì đây là cơ hội thực sự đầu tiên để có các vật như vậy (Trận Guadalcanal), "rõ ràng, bộ sưu tập các bộ phận cơ thể trên một quy mô đủ lớn để quan tâm đến các cơ quan chức quân sự đã bắt đầu ngay sau khi bộ phận nào đó trên cơ thể người Nhật Bản bị lấy đi. "
Khi thi thể lính Nhật Bản tử trận được hồi hương từ quần đảo Mariana sau chiến tranh, có khoảng 60% bị mất tích hộp sọ.
Trong một văn bản ngày 13 tháng năm 1944, tại tòa án binh quân đội Mỹ (JAG), Thiếu tướng Myron C. Cramer, khẳng định đó là "các chính sách dã man và tàn bạo", cả hai đều "phản cảm với tất cả những người văn minh" và vi phạm Công ước Geneva về cải thiện các điều kiện của binh lính bệnh và bị thương trên chiến trường, trong đó nêu rõ rằng: "Sau khi tham gia mỗi trận chiến, những người chiến thắng trên chiến trường có trách nhiệm thực hiện các biện pháp để tìm kiếm người bị thương và người chết và để bảo vệ họ khỏi cái chết và điều trị bệnh. " Cramer đề nghị ra lệnh cho tất cả các chỉ huy để cho họ để ngăn cấm việc lạm dụng các bộ phận cơ thể của đối phương.
Những thực tiễn này còn vi phạm các quy tắc phong tục bất thành văn của chiến tranh và có thể dẫn đến án tử hình. Hải quân Mỹ phản ánh ý kiến một tuần sau đó, và cũng nói thêm rằng "các hành vi dã man trong đó có một số nhân viên Mỹ đã phạm tội có thể dẫn đến sự trả đũa của Nhật Bản sẽ được biện minh theo quy định của pháp luật quốc tế".

#### Ném bom nguyên tử tại Hiroshima và Nagasaki
Vụ ném bom nguyên tử Hiroshima và Nagasaki là sự kiện hai quả bom nguyên tử được Quân đội Hoa Kỳ, theo lệnh của Tổng thống Harry S Truman, sử dụng trong Chiến tranh thế giới lần thứ hai vào những ngày gần cuối của Chiến tranh thế giới thứ hai tại Nhật Bản. Ngày 6 tháng 8 năm 1945, quả bom nguyên tử thứ nhất mang tên "Little Boy" đã được thả xuống thành phố Hiroshima, Nhật Bản. Sau đó 3 hôm, ngày 9 tháng 8 năm 1945, quả bom thứ hai mang tên "Fat Man" đã phát nổ trên bầu trời thành phố Nagasaki.Điều này gây ra cái chết của hơn 90.000–166.000 người chết ở Hiroshima 60.000–80.000 người chết ở Nagasaki 

#### Hãm hiếp
Tội ác này được tuyên bố khi một số binh lính Mỹ hãm hiếp phụ nữ trong trận Okinawa vào năm 1945..
Sử gia Oshiro Masayasu (cựu quận trưởng của Quận Okinawa trong quá khứ) viết dựa trên nhiều năm nghiên cứu:
Ngay sau khi Thủy Quân Lục Chiến Hoa Kỳ đổ bộ, tất cả các phụ nữ của một ngôi làng trên bán đảo Motobu rơi vào tay của lính Mỹ. Vào thời điểm đó, chỉ có phụ nữ, trẻ em và người già trong làng, vì tất cả những người đàn ông đã được huy động cho cuộc chiến. Ngay sau khi đổ bộ, Thủy quân lục chiến quét sạch toàn bộ các ngôi làng, nhưng không tìm thấy dấu hiệu của các lực lượng Nhật Bản. Lợi dụng tình hình, họ bắt đầu trò "săn phụ nữ" vào ban ngày và những người đang ẩn náu tại các nơi trú ẩn không kích tại các thôn, làng, ở khu vực gần đó đã bị tóm từng người một.
Tuy nhiên, thường dân Nhật Bản "thường ngạc nhiên về điều trị tương đối nhân đạo mà họ nhận được từ kẻ thù là Mỹ." Theo Islands of Discontent: Okinawa Responses to Japanese and American Power của Mark Selden rằng "Mỹ không theo đuổi một chính sách hãm hiếp, tra tấn và giết hại dân thường như các quan chức quân đội Nhật Bản đã cảnh báo."
Ngoài ra còn có 1.336 vụ cưỡng hiếp được báo cáo trong 10 ngày đầu tiên của sự chiếm đóng của quận Kanagawa sau khi đầu hàng của Nhật.

## So sánh tỷ lệ tử vong tù nhân
Theo James D. Morrow, "Tỷ lệ tử vong của các tù binh diễn ra là một trong những biện pháp tuân thủ các tiêu chuẩn của điều ước quốc tế bởi vì không đạt tiêu chuẩn điều trị dẫn đến cái chết của tù nhân."Quốc gia dân chủ nói chung điều trị tốt cho các tù nhân chiến tranh.

### Diễn ra bởi các nước phe trục
- Tù binh Trung Quốc bị Nhật bắt: 56 người sống sót theo báo cáo vào cuối chiến tranh[73]
- Tù binh Mỹ và Khối Thịnh Vượng Chung Anh bị Đức bắt: ~ 4% [72]
- Tù nhân Liên Xô bị Đức bắt: 57.5%[60]
- Tù nhân Đồng Minh bị Nhật bắt: 27%[74] (Số liệu Nhật Bản có thể được gây hiểu lầm mặc dù, như nhiều nguyên nhân cho thấy rằng là 10.800[75] hoặc 19,000[76] của 35.756 trường hợp tử vong của tù binh Đồng minh của từ chính phe họ khiến tàu vận tải họ bị chìm.Tuy nhiên, Công ước Geneva yêu cầu ghi nhận chẳng hạn như đánh chìm tàu chở tù binh chiến tranh, nhưng không phải người Nhật làm.)

### Diễn ra bởi các nước Đồng minh
- Tù binh chiến tranh Đức ở Đông Âu (không bao gồm tại Liên Xô) 32,9%[60]
- Tù nhân Đức trong tay liên Xô: 15–33% (14.7% trong The Dictators bởi Richard Overy, 35.8% của Ferguson)[60]
- Tù nhân Đức trong tay quân Anh: 0.03%[60]
- Tù nhân Đức trong tay quân Mỹ: 0.15%[60]
- Tù nhân Đức trong tay quân Pháp: 2.58%[60]
- Tù nhân Nhật trong tay quân Mỹ: tương đối thấp, chủ yếu là do tự tử.[77]
- Tù nhân Nhật trong tay Liên Xô: 10%
- Tù nhân Nhật trong tay Trung Quốc: 24%

### Bảng so sánh
|                  |               | Nguồn gốc          | Nguồn gốc                     | Nguồn gốc         | Nguồn gốc | Nguồn gốc    | Nguồn gốc      |
| ---------------- | ------------- | ------------------ | ----------------------------- | ----------------- | --------- | ------------ | -------------- |
| Liên Xô          | Hoa Kỳ · & UK | Trung Hoa Dân Quốc | Đồng minh tại Thái bình Dương | Đức Quốc xã       | Nhật Bản  |              |                |
| Được tổ chức bởi | Liên Xô       | –                  | –                             | –                 | –         | 14.70–35.80% | 10.00%         |
| Được tổ chức bởi | UK            | –                  | –                             | –                 | –         | 0.03%        |                |
| Được tổ chức bởi | Mỹ            | –                  | –                             | –                 | –         | 0.15%        | Tương đối thấp |
| Được tổ chức bởi | Pháp          | –                  | –                             | –                 | –         | 2.58%        |                |
| Được tổ chức bởi | Đông Âu       | –                  | –                             | –                 | –         | 32.90%       |                |
| Được tổ chức bởi | Đức Quốc xã   | 57.50%             | 4.00%                         |                   |           | –            | –              |
| Được tổ chức bởi | Nhật Bản      |                    |                               | Không có tài liệu | 27.00%    | –            | –              |

## Tư liệu tham khảo
- Addison (editor), Paul; Crang (editor), Jeremy A (2006). Firestorm: The Bombing of Dresden. Pimlico. ISBN 1-84413-928-X. {{Chú thích sách}}: |last1= có tên chung (trợ giúp)
- Flint, Edwards R (2009). The development of British civil affairs and its employment in the British Sector of Allied military operations during the Battle of Normandy, June to August 1944. Cranfield, Bedford: Cranfield University; Cranfield Defence and Security School, Department of Applied Science, Security and Resilience, Security and Resilience Group.
- Gómez, Javier Guisández (1998). "ngày 30 tháng 6 năm 1998 International Review of the Red Cross no 323, p.347-363: The Law of Air Warfare". International Review of the Red Cross. Bản gốc (PDF) lưu trữ ngày 6 tháng 1 năm 2010. Truy cập ngày 5 tháng 6 năm 2012.
- Meyer, Kurt (2005) [1957]. Grenadiers: The Story of Waffen SS General Kurt "Panzer" Meyer. Stackpole Books, U.S.; New Ed edition. ISBN 0-8117-3197-9.
- Meyer, Hubert (2005) [1994]. The 12th SS: The History of the Hitler Youth Panzer Division: Volume I. Mechanicsburg: Stackpole Books. ISBN 978-0-8117-3198-0.
- Overy, Richard (2006). "The Post-War Debate". Firestorm: The Bombing of Dresden (PDF).
- Stacey, Colonel Charles Perry (1960). Official History of the Canadian Army in the Second World War: Volume III. The Victory Campaign: The operations in North-West Europe 1944–1945. Bond, Major C.C.J. The Queen's Printer and Controller of Stationery Ottawa.
- Stacey, Colonel Charles Perry (1982). A date with history: Memoirs of a Canadian historian. Deneau. ISBN 978-0-88879-086-6.
- USAF Historical Division, Research Studies Institute Air University. "Historical Analysis of the 14–15 Bombing of Dresden". Air Force Historical Studies Office. Bản gốc (PDF) lưu trữ ngày 17 tháng 8 năm 2010. Truy cập ngày 5 tháng 6 năm 2012.